# Juracimbrophlebia ginkgofolia
Juracimbrophlebia ginkgofolia (лат.) — ископаемый вид скорпионниц из семейства комаровок (Bittacidae), живший в середине юрского периода около 164—165 миллионов лет назад. Один из самых ранних примеров мимикрии среди насекомых. Он примерно на 40 миллионов лет старше других известных мимикрирующих насекомых, которые в подавляющем большинстве случаев выбирали для подражания покрытосеменные растения. Единственный известный представитель  рода Juracimbrophlebia.
В 2013 году таксон был включён в список десяти самых замечательных видов по версии Международного института по исследованию видов (США).

## Этимология названия
Родовое название происходит от сочетания названия юрского периода (которым датируются окаменелости вида) и Cimbrophlebia (типового рода ископаемого семейства Cimbrophlebiidae в составе отряда скорпионниц). Видовое название ginkgofolia — комбинация латинского слова ginkgo и folia («лист»), буквально — «гинкголистная», что подразумевает похожие на листья гинкго, листовидные крылья насекомого.

## Открытие вида
Окаменелости были обнаружены группой палеонтологов под руководством Дун Женя (Dong Ren) из Пекинского педагогического университета (Китай) около деревни Даохугоу северо-восточной части Внутренней Монголии.
Первоначально изучая ископаемые отпечатки листьев дерева гинкго вида Yimaia capituliformis, палеонтолог Дун Жень обнаружил, что один из них на самом деле представляет собой остатки насекомого.

## Описание
Окаменелость представляет собой отпечаток экзоскелета. Голотип CNU-MEC-NN-2010-050P/C находится в Лаборатории эволюции насекомых и экологических изменений в Столичном педагогическом университете в Пекине (Китай).
Окаменелость голотипа включает отпечаток тела (длиной около 38,5 мм) с четырьмя крыльями, однако отсутствуют верхушки крыльев, область гениталий и части антенн и ног. Голова уплощённая дорсально и имеет нитевидные усики, которые покрыты многочисленными щетинками. Сложные глаза занимают большую часть боковой поверхности головы. Простые глазки расположены в виде треугольника. Типичный для представителей семейства рострум является удлинённым и постепенно сужающимся к кончику. Грудь плохо сохранилась в ископаемом состоянии и слегка деформирована. Её длина составляет 6,8 мм, при ширине 3,7 мм. Переднегрудь изогнута вперед, заднегрудь хорошо разделена и имеет чётко видные тергиты. Ноги чрезвычайно длинные и тонкие, покрыты многочисленными волосками — опушены. Передние и средние ноги частично сохранились и вытянуты вперёд. Задние ноги модифицированы для захвата добычи. Сохранилось 8 сегментов брюшка, но отсутствуют терминальные, что делает невозможным определение пола экземпляра. Наиболее важной диагностической особенностью являются крылья, форма и жилкование которых поразительно похожи на листья голосеменного растения гинкго вида Yimaia capituliformis. Сходство еще больше усиливается специфическим узором из пятен и полос на крыльях. Вероятно, что сходство между листьями растения и насекомым дополнительно обеспечивалось и соответствующей окраской последнего.
Передние крылья немного шире, чем задние и имеет длину 32,4 мм. Задние крылья 33,8 мм в длину и 8,6 мм в ширину.
Из-за сходства крыльев насекомого с широко распространёнными в ту эпоху гинкго, учёные первоначально приняли отпечатки крыльев за отпечаток окаменевших листьев этих растений. Вероятно, подобное строение и окраска крыльев делало насекомое почти неразличимым среди листьев. Juracimbrophlebia ginkgofolia со своими четырьмя крыльями и вытянутым телом почти идеально походили на пятилопастные листья древних гинкго.
В отличие от большинства скорпионниц, которые, как правило, весьма подвижны, Juracimbrophlebia ginkgofolia, очевидно, проводило большую часть времени, сидя среди листвы. Насекомое принадлежало к числу хищников и, вероятно, могло использовать свою мимикрию (маскировку) для внезапного нападения на растительноядных насекомых. Так как другие скорпионницы, известные на сегодняшний день по отпечаткам в породах юрского периода, не подражали листьям, не исключено, что Juracimbrophlebia ginkgofolia начали мимикрировать под листья гинкго из-за своих больших размеров. Это позволяло им прятаться от хищников — более крупных насекомых, мелких динозавров и других позвоночных.

## Значение находки
Juracimbrophlebia ginkgofolia представляет собой редкий пример мимикрии между насекомыми и растениями, возникший до появления цветковых растений. Это доказывает, что насекомые мимикрировали не только покрытосеменным, но и голосеменным растениям. Также находка подтверждает, что появление у насекомых мимикрии произошло примерно на 40 миллионов лет раньше, чем считалось до этого. Вероятно, это насекомое является одним из самых древних примеров мимикрии.